# Jake Funk
Jake Funk (Gaithersburg, 11 gennaio 1998) è un giocatore di football americano statunitense che milita nel ruolo di running back per gli Indianapolis Colts della National Football League (NFL).

## Carriera

### Los Angeles Rams
Funk al college giocò a football a Maryland. Fu scelto dai Los Angeles Rams nel corso del settimo giro (233º assoluto) del Draft NFL 2021. Nella sua stagione da rookie disputò 10 partite, nessuna delle quali come titolare, con 5 yard corse e 88 yard su ritorno.

## Palmarès
- Super Bowl : 1

Los Angeles Rams: LVI
- National Football Conference Championship: 1

Los Angeles Rams: 2021